# Natalie Maines
Natalie Louise Maines (Lubbock, 14 oktober 1974) is een Amerikaanse countrymuzikante (gitaar, basgitaar) en singer-songwriter. Ze is de zangeres van de volledig vrouwelijke countryband The Chicks. Maines, geboren in Lubbock, Texas, beschouwt zichzelf als een rebel, die ervan hield om niet te denken zoals ze wist dat de meeste mensen dachten. In 1995, na het verlaten van het Berklee College of Music, werd Maines gerekruteerd door de Dixie Chicks om hun leadzangeres Laura Lynch te vervangen. Met Maines als leadzanger verdiende de band tussen 1998 en 2007 10 Country Music Association Awards en 13 Grammy Awards voor hun werk. In 2006, met Maines nog steeds als leadzangeres, brachten de Dixie Chicks Taking the Long Way uit. Het album won vervolgens vijf Grammy Awards (inclusief «Album of the Year»). Het Chicks-album Gaslighter werd uitgebracht op 17 juli 2020. Maines bracht op 7 mei 2013 het soloalbum Mother uit.

## Biografie
Maines werd geboren in Lubbock, Texas, als dochter van countrymuzikant en producent Lloyd Maines en Tina May Maines. Ze ging naar de Nat Williams Elementary School in Lubbock, waar haar leraar van de tweede klas zich herinnert, dat Maines tijdens een wiskundeles vertelde: 'Leraar, ik hoef dit spul niet te leren - ik word een ster'. Maines was cheerleader tijdens het bijwonen van de OL Slaton Junior High School en studeerde in 1992 af aan de Lubbock High School, waar ze had deelgenomen aan het schoolkoor. Maines heeft beschreven dat ze opgroeide in het conservatieve Texas en zei: 'Ik ben daar altijd tegen in opstand gekomen. Mijn ouders stuurden mij en mijn zus naar openbare minderheidsscholen, dus ik voelde me altijd een hippie en een rebel. Als tiener hield ik er altijd van om niet na te denken, zoals ik wist dat de meerderheid van de mensen dachten. Ik kwam altijd op voor minderheden. Ik ben altijd opgekomen voor homoseksuelen. Ik had gewoon altijd hele sterke overtuigingen om dat te doen'.
Na de voltooiing van de middelbare school ging Maines naar verschillende hogescholen. Ze bracht twee semesters door met het volgen van een niet-aangegeven major aan West Texas A&M, waar haar studie zich sterk op radio richtte en vervolgens anderhalf jaar aan het South Plains College. Een van de instructeurs van Maines bij South Plains en het voormalig lid Cary Banks van The Maines Brothers Band herinnerde zich: 'Ze hield vooral van rock-'n-roll, rhythm-and-blues en alternatieve rock'. Toen Banks Maines op de campus tegenkwam, zei hij dat ze meestal wat stoom moest afblazen. Ze zou veel politieke argumenten krijgen op de overwegend Republikeinse school en was een fan van de gouverneur van Texas, Ann Richards. Ze is altijd eigenwijs en koppig geweest, net als haar vader'. In december 1994 deed Maines auditie voor en ontving een volledige vocale beurs voor het Berklee College of Music. Ze volgde het diplomaprogramma in Berklee, maar stopte voordat ze haar studie had afgerond. Hoewel Maines uit Lubbock komt, de thuisbasis van Texas Tech University, woonde ze slechts één klas bij op de school, een zomercursus in 1995 in "Introductory Wildlife".
Maines' eerste commercieel uitgebrachte werk was achtergrondzang op Pat Greens debuutalbum Dancehall Dreamer, geproduceerd door haar vader Lloyd Maines en uitgebracht in 1995. Eind 1995, op 21-jarige leeftijd, trad Maines toe tot de volledig vrouwelijke countrymuziekband The Dixie Chicks, die al sinds 1989 optrad, maar er niet in was geslaagd meer dan alleen lokale aandacht te krijgen. Maines verving de oprichtende zangeres Laura Lynch. Ze speelt gitaar en bas in de band tijdens een concert. Maines schreef mee aan vier nummers voor de eerste drie albums van The Dixie Chicks, waaronder de #1-hit Without You van de Billboard Hot Country Singles & Tracks on Fly. Maines was een van de belangrijkste songwriters op alle 14 nummers van het album Taking the Long Way uit 2006, dat zijn hoogtepunt bereikte in de Billboard 200-hitlijst op #1. Taking the Long Way bevat de Billboard Hot 100 single Not Ready to Make Nice, (Maines , Strayer, Erwin, Wilson) met #4, waarvoor de band de Grammy Award voor songwriting won, voor «Song of the Year». Maines beschouwt de songwriting die ze deed voor Taking the Long Way als pure therapie na de controverse, die ontstond over een opmerking die Maines maakte vanaf het podium in Londen, waarin de Amerikaanse president George W. Bush werd bekritiseerd. Alles voelde deze keer persoonlijker, zei Maines over het album, er is gewoon meer volwassenheid, diepte, intelligentie. Deze nummers voelen volwassener aan.
Maines werkt samen met andere muzikale artiesten, zowel als lid van The Dixie Chicks als individuele zangeres. The Dixie Chicks werkten voor het eerst samen met Sheryl Crow in 1999, toen ze optraden voor de concerttournee van de Lilith Fair. Sindsdien hebben The Dixie Chicks met Crow samengewerkt aan haar album Sheryl Crow and Friends: Live from Central Park, een door Crow geremixte versie van Landslide, uitgevoerd door The Chicks en het nummer Favorite Year van The Dixie Chicks van Taking the Long Way. Maines trad op met artiesten als Pat Green, Charlie Robison, Yellowcard, Stevie Nicks, Patty Griffin, Neil Diamond, Eddie Vedder, Pete Yorn en Ben Harper. Maines is een vriendin van Howard Stern en heeft verschillende keren in zijn show gestaan. Op 7 mei 2013 bracht Maines het soloalbum Mother uit. Dit was het eerste album van Maines sinds de onderbreking van Dixie Chicks in 2007 begon. Het album werd gecoproduceerd door Ben Harper. Het album bevat Maines' interpretatie van verschillende covers, waaronder Mother van Pink Floyd, Without You van Eddie Vedder en Lover, You Should've Come Over van Jeff Buckley. Ze zingt ook over moederschap, feminisme en pijnlijke relaties.

## Geschillen
Als leadzangeres van The Dixie Chicks is Maines betrokken geweest bij verschillende situaties van controversiële aard. In augustus 2002 bekritiseerde Maines het nummer Courtesy of the Red, White and Blue van landgenoot Toby Keith. In maart 2003 merkte Maines op dat The Dixie Chicks zich schamen dat de president van de Verenigde Staten uit Texas komt.

### Vete met Toby Keith
Maines had een openbare vete met landgenoot Toby Keith over de countryhit Courtesy of the Red, White and Blue uit 2002, evenals een opmerking die Maines maakte over de Amerikaanse president George W. Bush tijdens een Dixie Chicks-concert in maart 2003 in Londen. Maines bekritiseerde publiekelijk Keiths nummer Courtesy of the Red, White and Blue. Keith reageerde door Maines' songwritingvaardigheden te kleineren.
Nadat Maines op een Dixie Chicks-concert in maart 2003 in het Shepherds Bush Empire Theatre in Londen had gereageerd dat The Chicks de oorlog in Irak niet wilden en zich schaamden en president Bush uit Texas was, begon Keiths Shock'n Y'all tournee uit 2003 met het tonen van een achtergrond met een vervalste foto van Maines met de Iraakse dictator Saddam Hoessein. Kort daarna, op 21 mei 2003, droeg Maines een T-shirt met de letters F.U.T.K. geschreven op de voorkant tijdens het optreden voor de uitzending van de Academy of Country Music Awards. Op de website van The Dixie Chicks stond dat de letters stonden voor Freedom, United, Together in Kindness. Sommigen zagen het als een verhulde belediging gericht tegen Keith. In augustus 2003 verklaarde Keith publiekelijk dat hij geen ruzie had met Maines.
De documentaire Dixie Chicks: Shut Up and Sing uit 2006, met backstage-opnamen, voorafgaand aan haar verschijning met het F.U.T.K.-shirt, nam het gesprek tussen Maines en Simon Renshaw op en bevestigde dat de oorspronkelijke bedoeling van het shirt een reactie was op Keiths kritiek op haar: de letters stonden voor Fuck You Toby Keith. Vanaf januari 2007 bleef Keith weigeren Maines' naam te zeggen en betoogt hij dat de verminkte foto bedoeld was om zijn gevoel uit te drukken dat de kritiek van Maines tiranniek was en een dictatorachtige poging om Keiths vrije meningsuiting de kop in te drukken.

### Kritiek op de oorlog in Irak en de nasleep
Op 10 maart 2003, negen dagen voor de invasie van Irak, traden The Dixie Chicks op in het Shepherds Bush Empire-theater in Londen. Het was het eerste concert van hun "Top of the World"-tournee ter ondersteuning van hun zesde album Home. Maines introduceerde hun nummer Travelin' Soldier en vertelde het publiek dat ze de aanstaande geallieerde invasie van Irak niet steunden en dat ze beschaamd waren dat president George W. Bush uit Texas kwam. Veel luisteraars van Amerikaanse countrymuziek steunden de oorlog en de opmerking van Maines veroorzaakte een terugslag in de Verenigde Staten. 'The Dixie Chicks werden op de zwarte lijst gezet door duizenden landelijke radiostations en de bandleden werden met de dood bedreigd. Maines verontschuldigde zich en zei dat haar opmerking respectloos was geweest. In 2006 trok ze de verontschuldiging in en zei dat ze vond dat Bush geen respect verdiende. De terugslag beschadigde de verkoop van hun muziek en de verkoop van hun volgende album en tournee.
Ondanks de opkomst van fans bij concerten, kregen The Dixie Chicks doodsbedreigingen, naarmate de circulatie van de commentaren toenam. Vervolgens werd de beveiliging op alle concertzalen verhoogd en werden waar mogelijk metaaldetectoren geïnstalleerd. Een doodsbedreiging gericht tegen Maines werd ontvangen voorafgaand aan het Chicks-concert van 6 juli 2003 in Dallas (Texas). Maines omschreef de dreiging als eng, omdat het niet zomaar iemand was die een haatbrief wilde schrijven. Het was iemand die duidelijk dacht dat hij een plan had. De beveiliging werd verhoogd voor de reis van en naar de concertlocatie en in de arena. Op 21 mei 2006, terwijl ze de publicatie van het album Taking the Long Way promootte, herriep Maines haar verontschuldiging voor 2003 aan president Bush.
Maines zegt dat ze niet op zoek is naar meer veldslagen, maar dat 'The Incident', zoals het door The Chicks wordt genoemd, haar herinnerde aan hoe ze zich voelde op de middelbare school: boos zijn, er zeker van zijn dat je gelijk hebt en dat de dingen die je doet, er toe doen. Je realiseert je pas dat je die gevoelens niet voelt totdat je het doet. En dan besef je hoeveel interessanter het leven is. De twee documentaires Protesting the Dixie Chicks en Shut Up And Sing uit 2006 gaan over de controverse rond het commentaar van Maines en de daaruit voortvloeiende gevolgen. The Dixie Chicks blijven de kwestie bespreken.
In 2007 wonnen de Dixie Chicks drie Grammys voor Not Ready to Make Nice en twee Grammys voor Taking the Long Way en ontvingen alle vijf Grammys waarvoor ze waren genomineerd. Dit werd door sommigen gezien als een rechtvaardiging voor The Dixie Chicks, die werden gemeden door country radioprogrammeurs na de opmerkingen van Maines over president Bush. Toen The Dixie Chicks de prijs voor album van het jaar in ontvangst namen, zei Maines: Ik denk dat mensen hun vrijheid van meningsuiting gebruiken bij al deze prijzen. We snappen de boodschap.

### West Memphis Three-rechtszaak
Maines en de andere Dixie Chicks namen eind 2007 deel aan een bijeenkomst in Little Rock (Arkansas), ter ondersteuning van de West Memphis Three, drie gevangengenomen mannen die veroordeeld waren voor de moord op drie jonge jongens in 1993 in West Memphis, Arkansas. Tijdens de bijeenkomst legde Maines verklaringen af waarin ze beweerde dat nieuw DNA-bewijsmateriaal betrekking had op Terry Hobbs, de stiefvader van een van de vermoorde jongens, en plaatste ook een bericht over het veronderstelde nieuwe bewijsmateriaal op de website van The Dixie Chicks. Hobbs reageerde door een rechtszaak aan te spannen waarin hij compenserende en bestraffende schadevergoeding claimde wegens verlies van inkomen, schade aan zijn reputatie en emotioneel leed. De rechtszaak werd echter in december 2009 afgewezen. Op 19 augustus 2011 sloot Maines zich aan bij Pearl Jam-frontman Eddie Vedder in Jonesboro (Arkansas) om te pleiten voor de vrijlating van de West Memphis Three.

## Privéleven
In 1997 trouwde Maines met haar South Plains College-vriend, bassist Michael Tarabay en het paar verhuisde naar Nashville (Tennessee). Binnen twee jaar dienden ze de echtscheiding aan en noemden ze onverenigbare verschillen. Maines ontmoette acteur Adrian Pasdar in mei 1999 tijdens het huwelijk van bandlid Emily Erwin met Charlie Robison. Maines en Pasdar trouwden op 24 juni 2000 in A Little White Wedding Chapel in Las Vegas (Nevada). Ze hebben twee zoons, Jackson Slade Pasdar (Slade) (geboren 15 maart 2001) en Beckett Finn Pasdar (geboren 14 juli 2004). Ze noemt zichzelf Natalie Pasdar. Het gezin heeft huizen in Los Angeles, Austin en New York. In juli 2017 vroeg Maines om echtscheiding van Pasdar, daarbij verwijzend naar onverenigbare verschillen. De scheiding werd in december 2019 afgerond. Maines beoefent transcendente meditatie.

## Discografie
Solo

### Singles
- 2013: Without You

### Albums
- 2013: Mother (Sony)

### Muziekvideo's
- 2013: Without You

Andere optredens
- 1994: White Women's Clothes - geen op Charlie Goodnight: His Life in Poetry and Song
- 1995: Dancehall Dreamer - Pat Green op Dancehall Dreamer
- 1997: Snowing on Raton - Pat Green op George's Bar
- 2001: The Wedding Song - Charlie Robison op Step Right Up
- 2001: Too Far from Texas - Stevie Nicks op Trouble in Shangri-La
- 2002: Abilene - Sheryl Crow op C'mon C'mon
- 2004: El Cerrito Place - Charlie Robison op Good Times
- 2005: Mary - Patty Griffin op Songs for Tsunami Relief: Austin to South Asia
- 2006: How I Go - Yellowcard op Lights and Sounds
- 2006: The Man - Pete Yorn op Nightcrawler
- 2006: Don't Mean Nothing - Pete Yorn op Westerns EP
- 2008: Another Day (That Time Forgot) - Neil Diamond op Home Before Dark
- 2011: God Only Knows - geen op Big Love
- 2012: Golden State (Live) - Eddie Vedder op Golden State (Live)
- 2013: Mother - geen op West of Memphis: Voices for Justice
- 2014: Love without Fear - Dan Wilson op Love without Fear
- 2014: Too Much - Dan Wilson op Love without Fear
- 2015: The Wayfaring Stranger - Robert Earl Keen op Happy Prisoner: The Bluegrass Sessions
- 2015: Who I Want You to Love - Bleachers op Terrible Thrills, Vol. 2
- 2016: Knockin' at My Door - Smooth Hound Smith op Sweet Tennessee Honey
- 2016: The Boots That Got Us There - Smooth Hound Smith op Sweet Tennessee Honey

- Bibsys: 5082202
- Gemeinsame Normdatei: 13581412X
- International Standard Name Identifier: 0000 0001 1449 5284
- Library of Congress Control Number: n2001082273
- MusicBrainz: 4c47e18a-c034-4ab6-98a6-110e14b63965
- Nationale Bibliotheek van Tsjechië: osa2014807849
- Nationale Bibliotheek van Israël: 987007404367905171
- Nederlandse Thesaurus van Auteursnamen: 308423852
- Virtual International Authority File: 80267863
- WorldCat: E39PBJcBVyWFf7yWHd6BhjB3wC